# Grazza
Grazza (in sloveno Gradec) è un centro abitato della Slovenia, frazione del comune di San Pietro del Carso.